# Live at Royal Opera House
Live at Royal Opera House es un DVD de la discografía oficial de la cantante y compositora islandesa Björk lanzado el 18 de noviembre de 2002. Se trata de un concierto grabado el 16 de diciembre de 2001 en el Royal Opera House en Londres, Reino Unido.
La banda en directo que grabó el concierto estuvo compuesta por: Zeena Parkins, el dúo electrónico Matmos, el director Simon Lee y un coro especialmente seleccionado para la gira Vespertine, a la que corresponde el concierto, en Groenlandia.
El DVD contiene también un extra de 30 minutos grabado por el islandés Ragga Gestdóttir en diferentes localizaciones durante la gira Vespertine del 2001 alrededor del mundo con la misma banda de Live at Royal Opera House.
La fotografía de la portada fue tomada por Nick Knight, el vestuario diseñado por Alexander McQueen y las fotos del interior del libreto por Andy O'Connell Sleeve de M/M.

## Críticas
El especialista de Fnac.es define la música de este concierto como música de «sonidos gélidos», «pensada con el corazón», en definitiva un concierto «deslumbrante.»

## Lista de temas
| Live at Royal Opera House. Primera parte. |                       |          |  |
| N.º                                       | Título                | Duración |  |
| 1.                                        | «Frosti»              |          |  |
| 2.                                        | «Overture»            |          |  |
| 3.                                        | «All is full of love» |          |  |
| 4.                                        | «Aurora»              |          |  |
| 5.                                        | «Undo»                |          |  |
| 6.                                        | «Generous palmstroke» |          |  |
| 7.                                        | «An echo, a stain»    |          |  |
| 8.                                        | «Hidden place»        |          |  |
| 9.                                        | «Cocoon»              |          |  |
| 10.                                       | «Unison»              |          |  |

| Live at Royal Opera House. Segunda parte. |                      |          |  |
| N.º                                       | Título               | Duración |  |
| 1.                                        | «Harm of will»       |          |  |
| 2.                                        | «It's not up to you» |          |  |
| 3.                                        | «Pagan poetry»       |          |  |
| 4.                                        | «Possibly maybe»     |          |  |
| 5.                                        | «Isobel»             |          |  |
| 6.                                        | «Hyper-ballad»       |          |  |
| 7.                                        | «Human behaviour»    |          |  |
| 8.                                        | «Jóga»               |          |  |
| 9.                                        | «It's in our hands»  |          |  |